# Acetil-bromid
Az acetil-bromid a savbromidok közé tartozó szerves vegyület. Mint ezen vegyületcsoportnál várható, előállítása foszfor-tribromid és ecetsav reakciójával történhet:
3 CH3COOH + PBr3 → 3 CH3COBr + H3PO3

## Tulajdonságai
Színtelen vagy sárgás színű, szúrós szagú, levegőn füstölgő folyadék. Melegítés hatására, vagy vízzel vagy kisebb szénatomszámú alkohollal reagálva hevesen bomlik. A reakció során hidrogén-bromid szabadul fel.

## Felhasználása
Elsősorban szerves kémiai szintézisekben használják acetilezőszerként.

## Fordítás
Ez a szócikk részben vagy egészben  az   Acetyl bromide című angol Wikipédia-szócikk ezen változatának fordításán alapul.  Az eredeti cikk szerkesztőit annak laptörténete sorolja fel. Ez a jelzés csupán a megfogalmazás eredetét és a szerzői jogokat jelzi, nem szolgál a cikkben szereplő információk forrásmegjelöléseként.
Ez a szócikk részben vagy egészben  az   Acetylbromid című német Wikipédia-szócikk ezen változatának fordításán alapul.  Az eredeti cikk szerkesztőit annak laptörténete sorolja fel. Ez a jelzés csupán a megfogalmazás eredetét és a szerzői jogokat jelzi, nem szolgál a cikkben szereplő információk forrásmegjelöléseként.